# Ischnopopillia atronitens
Ischnopopillia atronitens är en skalbaggsart som beskrevs av Leon Fairmaire 1896. Ischnopopillia atronitens ingår i släktet Ischnopopillia och familjen Rutelidae. Inga underarter finns listade i Catalogue of Life.